# Гусиный лук Алексеенко
Гусиный лук Алексеенко (лат. Gagea alexeenkoana) — вид травянистых растений рода Гусиный лук (Gagea) семейства Лилейные (Liliaceae).
Вид назван в честь российского ботаника Фёдора Никитича Алексеенко.

## Ботаническое описание
Многолетнее травянистое растение. Луковица яйцевидная, окруженная серыми, тонко-сетчатыми влагалищами, почти не окутанными мочками корней, наверху разорванными и не образующими шейки. Стебли 5—15 см высотой, прямые, вместе с листьями обычно голые. Прикорневой лист обычно длиннее соцветия, узколинейный, 1—2 мм шириной, сверху желобчатый, зелёный или слабо сизоватый; подсоцветных листа 2—3, узколинейных, при основании расширенных, обычно короче, реже нижний длиннее соцветия.
Соцветие из 1—3 цветков; цветоножки прямые, слабо пушистые. Листочки околоцветника 12—15 мм длиной, ланцетно-эллиптические, к основанию суженные, наверху коротко заострённые, внутри жёлтые, снаружи зелёные с узкой желтоватой каймой. Коробочка обратно-яйцевидная. Цветение в апреле и мае.

## Распространение и экология
Кавказ и Западная Азия. Растёт на травянистых и щебнистых склонах от среднего горного пояса до альпийских высот.